# 中村克洋
中村 克洋（なかむら かつひろ、1951年1月18日 - ）は、元NHKアナウンサーで、現在はフリーアナウンサー兼広島経済大学教授。

## 来歴
山口県岩国市出身。山口県立岩国高等学校、早稲田大学教育学部を卒業。
1974年4月にNHKに入局。米子放送局（当時）、山口放送局、函館放送局などでの勤務を経て、1981年に東京（放送センター）アナウンス室に配属。『NHKニュースワイド』リポーター、『どんなモンダイQてれび』、『NHKナイトワイド』『スポーツタイム』（土曜日）、『サンデースポーツスペシャル』キャスター、『歴史誕生』などの番組を担当した。
1992年6月、広島放送局へ異動。1994年には広島アジア大会の開会式と閉会式の番組司会を担当。1996年NHKを退職しフリーアナウンサーとなる。
1996年4月1日より、テレビ朝日で『ワイド!スクランブル』のメインキャスターを担当 ( ～1998年10月2日)。
1998年10月5日より、『早起き!チェック』の総合司会を担当 ( ～ 1999年3月26日)。 ほかにもテレビ東京の『わっ!!つNEW』に出演。
2002年4月より、RCC中国放送の夕方のニュース・生活情報番組『中村克洋のごじテレ。』キャスターを担当 ( ～2004年12月)。
『ごじテレ。』勇退後は暫く故郷である岩国に留まったのち、2006年4月に広島経済大学教授に就任。メディアビジネス学部で、日本語表現論やコミュニケーション心理などを担当。同大学「興動館」副館長。現在は単身赴任状態であり、教授業をメインにしつつ、月数回東京に戻りアナウンサー業を行っている。

## パーソナルデータ
- ライフワーク、探求・研究テーマ : 「生き様の探求」「日本語表言論」「コミュニケーション」「歴史」など[1]。
- 趣味 : 陶芸、生け花、落語 [3]

## 出演番組

### NHK時代
- NHKニュースワイド、ニュースセンター9時リポーター
- どんなモンダイQてれび
- チャンネルフラッシュ
- きょうのスポーツとニュース（1986年4月7日 - 1987年4月3日、月曜 - 金曜）
- NHKナイトワイド（1987年4月11日 - 1988年4月2日、土曜）
- スポーツタイム（1988年4月9日 - 1989年4月1日、土曜）
- サンデースポーツスペシャル（1987年4月12日 - 1989年4月2日）
- 番組ガイド
- 歴史誕生
- 広島アジア大会開閉会式司会
- 「ニュースポートひろしま」（広島ローカル）

### フリーアナウンサーとして
報道・情報番組
| 期間       | 期間       | 番組名                            | 役職             |
| ---------- | ---------- | --------------------------------- | ---------------- |
| 1996年4月  | 1998年9月  | ワイド!スクランブル（テレビ朝日） | メインキャスター |
| 1998年10月 | 1999年3月  | 早起き!チェック（テレビ朝日）     | 総合司会         |
| 2001年4月  | 2001年9月  | わっ!!つNEW（テレビ東京）         | 司会             |
| 2002年4月  | 2004年12月 | 中村克洋のごじテレ。（RCC）       | 司会             |

その他
- 中村克洋の旅に行きたい（RCC 火曜　21:54 - 22:00）
- ものまねバトル（日テレ）コーナー司会

## 主な著作
- 「生き方はスポーツマインド」　角川書店
- 「逆境をチャンスにする発想と技術」　プレジデント社